# Resan till Saturnus
Resan till Saturnus (danska: Rejsen til Saturn) är en dansk, satirisk, animerad science fiction-film från 2008. Manuset skrevs av Nikolaj Arcel och Rasmus Heisterberg och filmen producerades av A. Film A/S. Resan till Saturnus är en filmatisering av Claus Deleurans klassiska seriealbum från 1977.
Filmteamet bakom Resan till Saturnus står även bakom den framgångsrika filmen Terkel i knipa (2004) och de två senare animerade filmerna Jensen & Jensen och Ronal Barbaren (båda från 2011).
Resan till Saturnus hade biopremiär den 26 september 2008 och sågs av 400 000 biobesökare i Danmark.

## Handling
Per anställs som navigatör på industrimagnaten Kurt Majs mission till Saturnus. Per träder in ett skruvat astronautteam under ledning av den störde major Skrydsbøl och expeditionen reser ut i det oändliga universum. Men Saturnus har redan koloniserats. Det visar sig att Kurt Maj hade en hemlig plan, som kommer att leda till Jordens undergång, en invasion av Danmark och oöverskådliga naturkatastrofer.

## Rollista
- Casper Christensen – Per Jensen
- Frank Hvam – Arne Skrydsbøl
- Ali Kazim – Jamil
- Simon Jul Jørgensen – Ole
- Iben Hjejle – Susanne
- Klaus Bondam – Kurt Maj
- Peter Belli – aliendiktator
- Lars Hjortshøj – Ib
- Anders Lund Madsen – reserv-Jesus
- Lasse Rimmer – tevejournalist / Gerd
- Esben Pretzmann – aliensoldat
- Tobias Dybvad – statsministeren
- Flemming Krøll – prins Henrik
- Henrik Koefoed – läkare / alienforskare
- Kjeld Nørgaard – st. Peter
- Puk Scharbau – tysk bondflicka
- Jonas Schmidt – agent 1
- Rasmus Bjerg – agent 2
- Claus Darholt – assistent
- Justin Murphy – bondläppsastronaut
- Craig Frank – afro-amerikansk astronaut
- Sidsel Rostrup – ängel
- Tilde Landgreen – liten flicka
- Ask Rostrup – intercom-röst
- Thorbjørn Christoffersen – general
- Roberto Johansson – Jørgen från Hundige
- Jørgen Lerdam – liberal journalist
- Martin Wichmann Andersen – skattesmitare
- Kresten Vestbjerg Andersen – Fulderik
- Karsten Kiilerich – tysk bonde